# Tiago Pereira Cardoso
Tiago Pereira Cardoso (* 7. April 2006 in Esch an der Alzette) ist ein luxemburgischer Fußballtorwart. Er steht bei Borussia Mönchengladbach unter Vertrag.

## Karriere

### Verein
Bis 2022 spielte Tiago Pereira Cardoso, der aufgrund seiner familiären Herkunft neben der luxemburgischen auch die portugiesische Staatsbürgerschaft besitzt, in Luxemburg für den CS Sanem sowie CS Fola Esch, bevor er nach Deutschland in das Nachwuchsleistungszentrum von Borussia Mönchengladbach wechselte. Am 19. Dezember 2023 debütierte er dann auch für die Reservemannschaft der Profis in der Regionalliga West gegen den Wuppertaler SV (0:4). Im Herbst 2024 stattete der Verein Pereira mit einem Profivertrag aus. Am 1. März 2025 gab er im Alter von 18 Jahren sein Profidebüt, als er beim 3:0-Auswärtssieg in der Bundesliga beim 1. FC Heidenheim eingesetzt wurde. Er ist der jüngste ausländische Torhüter, der je in einem Bundesligaspiel zum Einsatz kam.

### Nationalmannschaft
Seit 2019 ist der Torhüter für diverse Jugendauswahlen Luxemburgs aktiv und am 9. Juni 2023 gab er im Alter von 17 Jahren bei der 0:1-Niederlage im Testspiel in Luxemburg-Stadt gegen Malta auch sein Debüt für dessen A-Nationalmannschaft.